# 短耳石豆兰
短耳石豆兰（学名：Bulbophyllum crassipes）为兰科石豆兰属下的一个种。

## 扩展阅读
- 維基物種上的相關：短耳石豆兰